# Nebrioporus mascatensis
Nebrioporus mascatensis is een keversoort uit de familie waterroofkevers (Dytiscidae).
De soort werd voor het eerst wetenschappelijk beschreven in 1897 door Régimbart.. De habitat is Europa en het noordelijk gedeelte van Azië behalve China.
De roofkeversoort is 4,5 centimeter groot en is te herkennen aan het grote gebolde gesloten rugschild van grijszwarte kleur met kenmerkende gele camouflagevlekken die schaduwwerking geven. De kever jaagt voornamelijk op insecten maar vangt ook larven van salamanders en vissen. Hij leeft in uiteenlopende watersoorten met een dichte onderwatervegetatie van waaruit gejaagd wordt uit een hinderlaag. De achterpoten zijn roeispaanvormig waardoor de mobiliteit op land beperkt is.